# Conioselinum anthriscoides
Conioselinum anthriscoides är en växtart i släktet Conioselinum och familjen flockblommiga växter. Den beskrevs först av H.Boissieu, och fick sitt nu gällande namn av Michail Pimenov och Jevgenij Kljujkov.
Arten är en perenn ört som växer vilt i centrala Kina. Den har även införts i Vietnam.